# Nintendo Land
Nintendo Land (ニンテンドーランド, Nintendō Rando) és un videojoc per a la consola Wii U. Va estar anunciat en la Electronic Entertainment Expo del 2012.
El joc està basat en un parc d'atraccions on es podrà jugar en diferents minijocs, concretament dotze, que aquests estaran basats en unes sagues triades, creades per Nintendo.
El joc és un títol de llançament, ja que el 18 de novembre de 2012 va sortir a Amèrica del Nord, el 30 del mateix mes a Europa i Australàsia i el 8 de desembre al Japó. També va ser títol de llançament per a la consola Wii U al Brasil, on va sortir el 26 de novembre de 2013.

## Jugabilitat
Els personatges (Miis) poden entrar en el parc d'atraccions, i aquestes atraccions són minijocs basats, cada un, en una saga diferent, triada i creada per Nintendo. Hi ha dotze minijocs, que estan dissenyats per incorporar els elements que utilitzen les característiques del Wii U GamePad, sovint juntament amb altres jugadors utilitzant comandaments de Wii i Nunchucks (amb alguns jocs que suporta fins a cinc jugadors en aquesta configuració). La combinació de comandaments de Wii i Wii U GamePads permet el que Nintendo diu "joc asimètric", on els jugadors tenen experiències diferents en funció de l'esquema de control que utilitzen. En cadascun dels minijocs el jugador rebrà segells segons el resultat aconseguit al completar un nivell.

### Minijocs

Els logotips de tots els minijocs de Nintendo Land. Els que són en la primera columna representen els minijocs d'un jugador i multijugador: The Legend of Zelda: Battle Quest, Pikmin Adventure i Metroid Blast. Els de la columna del mig representen els minijocs únicament de multijugador: Mario Chase, Luigi's Ghost Mansion i Animal Crossing: Sweet Day. Els de la tercera columna representen els minijocs únicament per a un jugador: Yoshi's Fruit Cart, Takamaru's Ninja Castle, Octopus Dance, Captain Falcon's Twister Race, Donkey Kong's Crash Course i Balloon Trip Bleeze.

#### Minijocs d'equip (1-5 jugadors)
- The Legend of Zelda: Battle Quest, basat en la sèrie The Legend of Zelda, es basa en el fet que fins a tres jugadors usen les seves espases per lluitar contra els enemics. Un dels jugadors més utilitza el seu GamePad per controlar un reproductor a la part posterior de l'arc i la fletxa paquet. El jugador amb el GamePad també pot aixecar el seu controlador per espiar als enemics de franctiradors. Per tornar a carregar el seu arc i la fletxa, el jugador ha de posar el controlador en una superfície plana.[4] En aquest mode multijugador anomenat Combat, hi ha 9 nivells, i si es completen apareixeran nivells ocults. També hi ha aquest mode però per a un jugador amb el Wii U GamePad o amb el comandament Wii Plus. A més hi ha un mode anomenat Contrarellotge, que tracta que s'han d'eliminar els enemics amb el Wii U GamePad el més ràpid possible, i té tres nivells.
- Metroid Blast, basat en la sèrie Metroid i en la demo tècnica de l'E3 2011 Battle Mii, el posseïdor del Wii U Gamepad controla la nau de guerra de Samus, mentre que dos jugadors amb Wii Remotes controlen dos personatges Mii a peu, vestits amb Varia Suits. L'objectiu per al jugador de la nau de guerra és derrotar els dos jugadors Mii, i els jugadors Mii tractar de destruir la nau. Fins ara, s'ha confirmat que hi haurà dos mapes, un Laser Tag Arena llaurat i un Norfair. També s'ha confirmat que hi ha dos modes més, un mode competitiu (mode Terra-Aire) per cobrar els crèdits que apareixen al mapa, i un altre cooperatiu (mode Assalt i mode Combat per terra) on els jugadors lluitaran contra onades d'enemics robòtics.[5]
- Pikmin Adventure, basat en la sèrie Pikmin, un jugador controla Olimar que pugui disposar d'un Pikmin petit usant el Wii U gamepad, i els altres jugadors poden controlar més Pikmins utilitzant els comandaments de Wii. Els jugadors han de treballar junts per ajudar a navegar pels nivells i derrotar els enemics.

#### Minijocs competitius (2-5 jugadors)
- Mario Chase, basat en la sèrie Mario i en la demo de l'E3 2011 Chase Mii, serà una mena de persecució en què els quatre que tenen els comandaments de Wii seran Miis disfressats de Toads i hauran de perseguir a un Mii disfressat de Mario controlat pel Wii U GamePad, que serà el cinquè jugador. L'escenari serà un molt semblant a un lloc del Regne Xampinyó.
- Luigi's Ghost Mansion, basat en la sèrie Luigi's Mansion, fins a quatre jugadors han de tractar de trobar un fantasma en un laberint, i debilitar per la resplendor de la seva llanterna cap a ella. El fantasma està controlat per un jugador amb el GamePad, que juga amb la pantalla del controlador. El fantasma continua sent invisible per als altres jugadors (a menys que la llanterna es brilla en ella, o la caiguda de llamps que il·luminen), però el seu controlador respectiu vibrarà si el fantasma és a prop d'ells, que requereix la cooperació per tal d'atrapar el fantasma.[6]
- Animal Crossing: Sweet Day, basat en la sèrie Animal Crossing, quatre jugadors dels animals controlables tracten de recollir el major nombre de caramels possibles abans de quedar atrapats per un dels dos guàrdies que fan caure els dolços, controlats per un altre jugador amb el GamePad. Mentre els jugadors aconsegueixen més caramels, el seu moviment es torna més lent, pel que és més fàcil per a ells ser atrapats.

#### Minijocs d'un jugador
- Takamaru's Ninja Castle, basat en el joc de 1986 per a la Family Computer Disk System Nazo no Murasame Jō, el jugador utilitza la pantalla tàctil del GamePad per llançar shurikens de paper als ninges enemics. El controlador es pot inclinar per tal de canviar la trajectòria dels trets.[7]
- Donkey Kong's Crash Course, basat en la sèrie Donkey Kong, es basa en el fet que el jugador utilitza el GamePad per inclinar un carro a través d'una cursa d'obstacles basat en la plataforma, influenciat pel joc original d'arcade Donkey Kong. Els sticks analògics del GamePad es poden pressionar per activar palanques i interruptors.[8]
- Captain Falcon's Twister Race, basat en el joc de curses futurístic F-Zero, va ser revelat durant la presentació de desenvolupadors de Nintendo un dia més tard de la seva conferència a l'E3, on el jugador ha de córrer per un camí i evitar els obstacles col·locats per l'altre jugador amb el GamePad.
- Balloon Trip Breeze, basat en el joc Balloon Trip, és un joc d'un jugador i es basa en un viatge en globus. El jugador fa això lliscant el llapis sobre la pantalla tàctil del GamePad per crear ràfegues de vent que mouen el Mii volant. El GamePad oferirà una vista ampliada a la TV mentre que oferirà una vista zoom-out.
- Yoshi's Fruit Cart, basat en la sèrie Yoshi, serà un minijoc d'un sol jugador. El jugador ha de guiar en Yoshi a la meta recollint tota la fruita en el nivell i fer un mapa al GamePad amb el llapis. No obstant això, els fruits estan ocults al GamePad i només es poden veure a la pantalla de TV.
- Pikmin Adventure, basat en la sèrie Pikmin, un jugador controla Olimar que pugui disposar d'un Pikmin petit usant el Wii U gamepad, i els altres jugadors poden controlar més Pikmins utilitzant els comandaments de Wii. Els jugadors han de treballar junts per ajudar a navegar pels nivells i derrotar els enemics.
- Octopus Dance, basat en la sèrie Game & Watch i en la demo de l'E3 2011 Shield Pose, serà un minijoc d'un sol jugador. És un joc de ritme que se juga amb qualsevol de les palanques de control o amb el sensor giroscòpic en el GamePad. Els jugadors han de memoritzar i repetir les accions realitzades pel bus a la pantalla.

## Desenvolupament
Nintendo Land va estar revelat per primera vegada com a joc de Wii U a l'E3 2012. Allí s'hi van revelar 5 dels 12 minijocs del joc. Un dia després, es va revelar un altre, i al setembre dos més.
En un Nintendo Direct celebrat el 13 de setembre de 2012 Nintendo va anunciar que el joc seria un títol de llançament, i en aquest també es van revelar els altres minijocs. També va ser títol de llançament per a la consola Wii U al Brasil, on va sortir el 26 de novembre de 2013.
El 10 de novembre de 2013, desapareix la possibilitat de compra del joc en la Nintendo eShop americana de Wii U.

## Recepció

### Crítica
Nintendo Land ha rebut bones crítiques, amb un 77,47% de part de GameRankings i un 77% de Metacritic.
Ha estat puntuat amb un 8.7 de 10 de part d'IGN i 4 estrelles de 5 en el mode d'un jugador i 4,5 estrelles de 5 en el mode multijugador de part de GameXplain, i diu que "és el millor multijugador des de Super Smash Bros. Brawl". El joc ha rebut la puntuació del 86% de part de GamesMaster, que ha diu que és "una compra indispensable per als amants de les sagues de Nintendo. Porti amics." 1UP.com l'ha portat a la categoria B+. GameTrailers l'ha puntuat amb un 6.9 de 10, l'Official Nintendo Magazine amb un 90% i Giant Bomb amb 4 estrelles de 5.
John Teti de The A.V. Club's Gameological Society ha criticat el joc i la Wii U, en general, trucant que  Nintendo Land està "al cas de la tecnologia", simplement per mostrar les característiques de la consola.

### Premis
En l'edició 31 de l'any 2013 de la Golden Joystick Awards, aspira a la categoria de "Millor multijugador" Nintendo Land.

### Vendes
El joc ha venut 2.33 milions de còpies a tot el món. Nintendo Land ha arribat a la primera posició dels videojocs de Wii U més venuts al Regne Unit des del 16 al 22 de juny de 2013. El rànquing setmanal de vendes de videojocs al Regne Unit divulgat per l'institut Chart-Track diu que Nintendo Land va ser el quart videojoc més venut de Wii U entre els dies 30 de juny i 6 de juliol, abans de Game & Wario, Rabbids Land i New Super Mario Bros. U. El 26 d'octubre de 2013 Nintendo Land va ser el cinquè més venut en Wii U al Regne Unit.
Al Regne Unit, del 3 al 10 de maig de 2014 va ser el setè videojoc més venut en la categoria de Wii U, segons GFK.
A data de 30 de juny de 2015 va vendre 4,88 M, convertint-se en el segon joc més venut per a Wii U a nivell mundial.

### Màrqueting
El 10 d'octubre de 2013 Nintendo of Europe va anunciar tres packs de Wii U. Un d'ells és la Mario & Luigi Premium Pack. Un conté Just Dance 2014, Nintendo Land, un Wii Remote blanc i la seva canellera, 3 dies de prova per a Wii Karaoke U by JOYSOUND i una Wii U blanca de 8 GB, i els seus complements que venen amb un Basic Pack qualsevol (el llapis blanc, l'adaptador de corrent de la Wii U i del Wii U GamePad, el cable HDMI, la barra de sensors, i un subjectador), i s'anomena Just Dance 2014 Basic Pack i va sortir el 15 de novembre de 2013 (a Europa i a Australàsia). Un altre és idèntic però substitueix Just Dance 2014 per Wii Party U, i s'anomena Wii Party U Basic Pack i sortirà el 22 de novembre.
El 23 d'octubre de 2013 s'anunci+a que el videojoc Nintendo Land per separat deixaria de valer 40 dòlars i valdria 30 l'1 de novembre de 2013. El 10 de novembre de 2013, va desaparèixer la possibilitat de compra del joc en la Nintendo eShop americana de Wii U.
El 25 de novembre de 2013, Nintendo va anunciar un pack que conté el videojoc Nintendo Land i un Wii Remote Plus d'edició Luigi llançats el passat novembre, que ha de sortir el 2 de desembre.
Nintendo va revelar el 29 d'agost el pack "Super Mario 3D World Deluxe Set", amb un Wii U Premium Pack amb Super Mario 3D World (2013) i Nintendo Land (2012) per 299,99$ a mitjans de setembre, i el "Walmart Exclusive Mario Kart 8 Deluxe Set", amb una edició de Wii U especial amb Mario Kart 8 (2014) i Nintendo Land (2012) per 99,99$ només a la botiga mencionada, a mitjans de setembre.
Es va vendre per eBay des del 2 de novembre de 2014 un paquet "Super Mario 3D World Deluxe Set" amb una Wii U negra pròpia del Wii U Premium Pack de 32 GB, un Wii U GamePad negre, una còpia física de Super Mario 3D World i una de Nintendo Land, i els seus accessoris (el llapis negre, l'adaptador de corrent de la Wii U i del GamePad, un suport per al GamePad, una base de recàrrega del Wii U GamePad, un suport per a la consola, el cable HDMI i la barra de sensors).
La Nintendo Store, la botiga en línia de Nintendo of America, ven des del 8 de març de 2015 un paquet recondicionat de Wii U Deluxe Set (anomenat a Europa Premium Pack) que inclou: la Wii U negra amb 32 GB, el Wii U GamePad negre, Super Mario 3D World preinstal·lat, Nintendo Land preinstal·lat, l'adaptador de corrent de la Wii U i del Wii U GamePad, el cable HDMI i una barra de sensors. "Recondicionat" significa que va estar tornat del venedor per algun defecte físic, però és totalment funcional.
El joc va resortir a Amèrica del Nord dins la línia "Nintendo Selects" el 26 d'agost de 2016.

### Tràilers
- El tràiler oficial del joc (anglès)
- El tràiler de llançament de Nintendo Espanya (castellà)

### Altres
- Nintendo Land a la Super Mario Wiki (anglès)